# みちしおの湯
みちしおの湯（みちしおのゆ）は、和歌山県日高郡日高町大字方杭100番地にある温泉。
紀伊水道（由良湾）に接し、煙樹海岸県立自然公園内にある。

## 泉質
- ナトリウム - カルシウム - 塩化物泉

## アクセス
- 道路 : 近畿自動車道、阪和自動車道湯浅御坊道路川辺インター下車、国道42号線紀伊内原駅前交差点を比井方面へ車で約15分
- 鉄道 : JR紀勢本線紀伊内原駅下車タクシー約15分又は、紀伊由良駅下車、タクシーで約15分